# 窄叶紫珠
窄叶紫珠（学名：Callicarpa japonica var. angustata）为马鞭草科紫珠属日本紫珠的变种。分布在中国大陆的江西、湖南、广东、贵州、浙江、江苏、湖北、四川、安徽、河南、广西、陕西等地，生长于海拔1,300米以下的地区，多生长在溪旁林中、山坡及灌丛中，目前尚未由人工引种栽培。